# Flora (Apayao)
Flora (Bayan ng  Flora) es un municipio filipino de tercera categoría perteneciente a  la provincia de Apayao en la Región Administrativa de La Cordillera, también denominada Región CAR.

## Geografía
Tiene una extensión superficial de 324.40 km² y según el censo del 2007, contaba con una población de 16.016 habitantes y 2.985  hogares; 16.743 habitantes el día primero de mayo de 2010

### Barangayes
Flora se divide administrativamente en 16 barangayes o barrios, 14   carácter rural y los dos retantes de carácter urbano.
| - Allig - Anninipan - Atok - Bagutong - Balasi | - Balluyan - Malayugan - Malubibit del Norte - Población del Este - Tamalunog | - Mallig - Malubibit del Sur - Población del Oeste - San Jose - Santa María - Atok de Arriba(Coliman) |

## Historia
Pudtol, Flora y Santa Marcela,  originalmente formaban parte de municipio de  Luna de Apayao.